# Balatonszabadi
Balatonszabadi is een plaats (község) en gemeente in het Hongaarse comitaat Somogy. Balatonszabadi telt 2895 inwoners (2001).